# Vesania
Vesania är ett polskt band som spelar symfonisk black metal. Vesania bildades 1997 av Tomasz Wróblewski som också är basist i Behemoth. Bandet gav ut sitt första album, Moonastray, 2002. Det senaste albumet, Deus Ex Machina, gavs ut 2014.

## Medlemmar
Nuvarande medlemmar
- Orion (Tomasz Wróblewski) – sång, gitarr (1997– )
- Daray (Dariusz Brzozowski) – trummor (1997– )
- Heinrich (Filip Hałucha) – basgitarr (1997– )
- Siegmar (Krzysztof Oloś) – keyboard (2000– )

Tidigare medlemmar
- Hatrah – keyboard (1998–1999)
- Annahvahr (Filip Żołyński) – sång, gitarr (1998–2003)
- Valeo (Marcin Walenczykowski) – gitarr (2006–2018; död 2018)

Turnerande medlemmar
- Krimh (Kerim Lechner) – trummor (2014)
- Mortifier (Sławomir Kusterka) – gitarr (2003; död 2013)

## Diskografi
Demo
- Rehearsal – 1998
- CD Promo 1999 – 1999

Studioalbum
- Moonastray – 2002
- Firefrost Arcanum –  2003
- God the Lux – 2005
- Distractive Killusions – 2007
- Deus Ex Machina – 2014

Singlar
- "Rage of Reason" – 2008

Annat
- Wrath ov the Gods / Moonastray (delad album: Vesania / Black Altar) – 2002